# Velika Grabovnica (Leskovac)
Velike Grabovnica je naselje u gradu Leskovcu, Jablanički upravni okrug, Srbija. Prema popisu iz 2022. godine u Velikoj Grabovnici je živjelo 1086 stanovnika.